# Parastichtis pallida
Parastichtis pallida là một loài bướm đêm trong họ Noctuidae.